# Helmut Günzler
Helmut Günzler (* 14. Juli 1926 in Stuttgart; † 27. Dezember 2004) war ein deutscher Chemiker.

## Leben
Helmut Günzler studierte nach dem Abitur an der Hochschule für Technik Stuttgart Chemie. Sein Diplom erlangte er an der Technischen Hochschule Braunschweig, ehe er 1955 promovierte. Anschließend war er bei der BASF tätig, wo er unter anderem von 1972 bis 1990 das Analytische Labor leitete. Ab 1986 lehrte er darüber hinaus an der Universität Innsbruck, wo er 1989 schließlich Honorarprofessor für Analytische Chemie wurde. Zeitweise war er außerdem Vorsitzender des Kuratoriums des Instituts für Spektrochemie und Angewandte Spektroskopie. Günzler war Mitglied der Gesellschaft Deutscher Chemiker und wurde 1996 mit dem Fresenius-Preis ausgezeichnet. Bis zu seinem Tod im Jahr 2004 war er einer der Chefredakteure der Zeitschrift Accreditation and Quality Assurance. Sein Forschungsschwerpunkt lag im Bereich der Infrarotspektroskopie.

## Publikationen
- Helmut Günzler, Alex Williams: Handbook of Analytical Techniques. Wiley-VCH, 2001, ISBN 978-3-527-30165-2, doi:10.1002/9783527618323.
- Helmut Günzler, Hans-Ulrich Gremlich: IR-Spektroskopie: Eine Einführung. 4. Auflage. Wiley-VCH, 2003, ISBN 978-3-527-30801-9, doi:10.1002/9783527662852.